# Каммек-Вілледж
Каммек-Вілледж (англ. Cammack Village) — місто (англ. city) в США, в окрузі Пуласкі штату Арканзас. Населення — 778 осіб (2020).

## Географія
Каммек-Вілледж розташований на висоті 152 метра над рівнем моря за координатами 34°46′51″ пн. ш. 92°20′42″ зх. д. / 34.78083° пн. ш. 92.34500° зх. д. (34.780835, -92.345032). За даними Бюро перепису населення США в 2010 році місто мало площу 0,73 км², уся площа — суходіл.

## Демографія
Згідно з переписом 2010 року, у місті мешкало 768 осіб у 371 домогосподарстві у складі 208 родин. Густота населення становила 1048 осіб/км². Було 399 помешкань (545/км²).
Расовий склад населення:
| - 96,9 % — білих - 1,2 % — азіатів - 0,5 % — чорних або афроамериканців |

До двох чи більше рас належало 0,9 %. Іспаномовні складали 2,3 % від усіх жителів.
За віковим діапазоном населення розподілялося таким чином: 20,6 % — особи молодші 18 років, 66,5 % — особи у віці 18—64 років, 12,9 % — особи у віці 65 років та старші. Медіана віку мешканця становила 39,2 року. На 100 осіб жіночої статі у місті припадало 75,3 чоловіків; на 100 жінок у віці від 18 років та старших — 73,8 чоловіків також старших 18 років.
Середній дохід на одне домашнє господарство становив 99 443 долари США (медіана — 63 750), а середній дохід на одну сім'ю — 122 602 долари (медіана — 101 111). Медіана доходів становила 53 542 долари для чоловіків та 41 667 доларів для жінок. За межею бідності перебувало 5,7 % осіб, у тому числі 0,0 % дітей у віці до 18 років та 5,7 % осіб у віці 65 років та старших.
Цивільне працевлаштоване населення становило 489 осіб. Основні галузі зайнятості: освіта, охорона здоров'я та соціальна допомога — 28,6 %, науковці, спеціалісти, менеджери — 9,8 %, фінанси, страхування та нерухомість — 9,6 %.
За даними перепису населення 2000 року в Каммек-Вілліджі мешкало 831 особа, 240 сімей, налічувалося 395 домашніх господарств і 406 житлових будинків. Середня густота населення становила близько 1117 осіб на один квадратний кілометр. Расовий склад Каммек-Вілліджа за даними перепису розподілився таким чином: 97,83 % білих, 0,96 % — чорних або афроамериканців, 0,36 % — корінних американців, 0,24 % — азіатів, 0,24 % — представників змішаних рас, 0,36 % — інших народів. Іспаномовні склали 1,44 % від усіх жителів міста.
З 395 домашніх господарств в 27,6 % — виховували дітей віком до 18 років, 47,8 % представляли собою подружні пари, які спільно проживали, в 11,6 % сімей жінки проживали без чоловіків, 39,0 % не мали сімей. 33,7 % від загального числа сімей на момент перепису жили самостійно, при цьому 9,9 % склали самотні літні люди у віці 65 років та старше. Середній розмір домашнього господарства склав 2,10 особи, а середній розмір родини — 2,70 особи.
Населення міста за віковим діапазоном за даними перепису 2000 року розподілилося таким чином: 21,7 % — жителі молодше 18 років, 4,8 % — між 18 і 24 роками, 36,7 % — від 25 до 44 років, 19,0 % — від 45 до 64 років і 17,8 % — у віці 65 років та старше. Середній вік мешканця склав 36 років. На кожні 100 жінок в Каммек-Вілліджі припадало 76,1 чоловіків, у віці від 18 років та старше — 72,7 чоловіків також старше 18 років.
Середній дохід на одне домашнє господарство в місті склав 40 909 доларів США, а середній дохід на одну сім'ю — 45 833 долара. При цьому чоловіки мали середній дохід в 50 795 доларів США на рік проти 33 021 долар середньорічного доходу у жінок. Дохід на душу населення в місті склав 29 865 доларів на рік. 9,1 % від усього числа сімей в окрузі і 7,6 % від усієї чисельності населення перебувало на момент перепису населення за межею бідності, при цьому 12,2 % з них були молодші 18 років і — у віці 65 років та старше.